# Pic Tecate
Le pic Tecate est une montagne du comté de San Diego, dans l'État américain de Californie. Le pic Tecate se trouve à six kilomètres à l'ouest de Tecate, en Basse-Californie, et à moins d'un kilomètre au nord de la frontière entre les États-Unis et le Mexique. Le pic Tecate est également connu sous le nom de Kuuchamaa Mountain (également orthographiée Kuchamaa, Cuchuma et Cuchama) et est une montagne sacrée pour le peuple indigène Kumeyaay.

## Personnalités liées
- Walter Evans-Wentz
- Marie-France Latronche